# Apollo (krater księżycowy)
Apollo – krater uderzeniowy o średnicy około 538 km znajdujący się na niewidocznej z Ziemi stronie Księżyca, ulokowany na jego południowej półkuli.

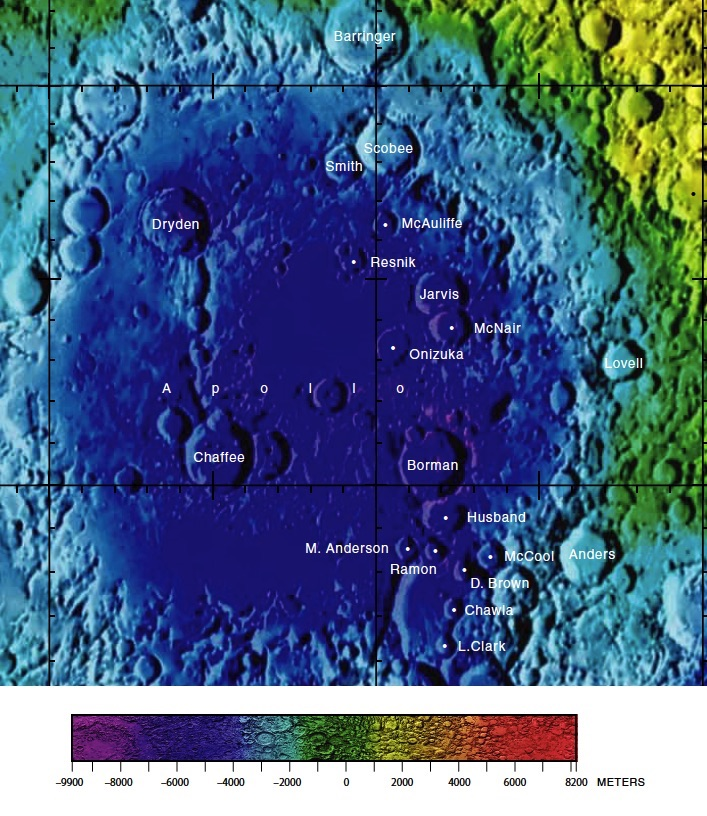
Krater Apollo, opisano niektóre mniejsze kratery w jego wnętrzu

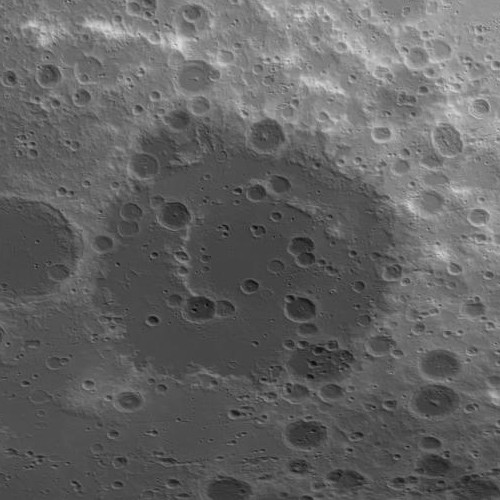
Mapa topograficzna krateru Apollo (im ciemniejszy kolor, tym większe zagłębienie terenu)

Nazwa została nadana w 1970 roku przez Międzynarodową Unię Astronomiczną i pochodzi od amerykańskiego programu kosmicznego Apollo. 
Wewnątrz krateru znajdują się mniejsze, które noszą nazwy zmarłych pracowników NASA. W 2006 roku IAU (Międzynarodowa Unia Astronomiczna) pozwoliła nazwać siedem wewnętrznych kraterów nazwiskami członków promu Columbia, którzy zginęli w wyniku jego katastrofy w 2003 roku.
Jest to krater z podwójnym pierścieniem. Krater Apollo nakłada się na dużo większy Basen Biegun Południowy – Aitken, co oznacza, że jest od niego młodszy.